# أسرار البلاغة (كتاب)
أسرار البلاغة في علم البيان. كتاب في علم البلاغة صنفه الإمام عبد القاهر الجرجاني.

## عن الكتاب
ذكر الإمام في مقدمة الكتاب أنه أسس به قواعد هذا الفن و أوضح براهينه، و أظهر فوائده و رتب أفانينه، و فك قيد الغرائب بالتقييد، وهد من سور المشكلات بالتسوير المشيد، و فتح ازهاره من أكمامها، و فتق أزراره بعد استغلاقها.

## مواضيع الكتاب
- مقدمة و فيها أنّ المقصود بالكلام المعاني و بحث السجع و التجنيس.
- القول في التجنيس.
- شرط استحسان الجناس و السجع.
- أمثلة التجنيس الحسن و القبيح.
- فصل في قسمة التجنيس و تنويعه. الاستعارة و التطبيق.
- تحقيق كون حسن الكلام بالمعاني لا الألفاظ.
- بيان كيفية اتفاق المعاني و اختلافها و أبنية اجتماعها و افتراقها.
- اشتراك اللغات في التجوز و انفراد العربية.
- الاعتبار بترجمة الاستعارة.
- القول في الاستعارة المفيدة.
- فصل في تقسيم آخر للاستعارة المفيدة.
- الاستعارة و التطبيق.
- التفرقة بين نوعي الاستعارة في الجنس.
- و جه الشبه العقلي في الاستعارة.
- تشبيه ما يصلح به الناس أو الكلام بالملح.
- تشبيه المعقول بالمعقول.
- تحقيق معنى الغنى و الفقر.
- اعتراض على أن تنزيل الوجود منزلة العدم و عكسه ليس من حديث التشبيه.
- التشبيه الذي يحتاج إلى تأويل.
- فصل في التشبيه للاشتراك في نفس الصفة و في مقتضاها.
- في وجوه الشبه المنزعة من شيء أو أشياء.
- التشبيه المعقود على أمرين و ليس بتمثيل.
- فصل في حال انتزاع الشبه من الوصف
- بحث دقيق في تمثيل حال اليهود بالحمار يحمل أسفارا.
- فروق بين التشبيه و التمثيل.
- وجوه الشبه في جمل من التمثيل.
- التمثيل في المدح و الذم و أمثلتها.
- في الحجاج و الافتخار و الاعتذار.
- في الوعظ.
- في ضروب الكلام المختلفة.
- تعليل بلاغة الكلام بتأثيرها في النفس.
- الفرق بين تأثير الكلام في التمثيل و عدمه.
- أسباب قوة تأثير و علله النفسية.
- سبب تأثير التمثيل في ضربيه.
- زيادة تأثير التمثيل بالأمثال المشاهدة.
- تعليل دقيق جليل، في فلسفة التمثيل.
- تأثير اختلاف الجنس بين المشبه و المشبه به.
- جعل التمثيل الشيء كعدمه أو ضده.
- مآخذ التمثيل من الموجودات.
- فصل آخر في الفرق بين التمثيل الدقيق و التعقيد.
- التعقيد و الكلام البليغ المتوقف على دقة الفكر.
- مكانة ما لا يدرك إلا بالتعب.
- سبب قبح الكلام المعقد.
- شرط حسن التأليف بين مختلفى الجنس
- التشبيه المتوقف على دقة الفكر.
- الإدراك الإجمالى و التفصيلى الذى به التفاصيل.
- التشبيه التفصيلى المتوقف على دقة الفكر.
- العبرة و التفصيل في ضروب التشبيه و التمثيل.
- التفصيل لدقائق التشبيه المركب.
- التشبيه في الهيأة التي تقع عليها الحركات.
- الجمع بين الشكل و هيئة الحركة في التشبيه.
- مآخذ التشبيه من هيئات الحركة و السكون.
- النفيس يبذل بكثرة الاستعمال.
- قلب التشبيه.
- رد الفرع إلى الأصل في التمثيل و عكسه.
- القياس في التشبيه و تشبيه الحقيقة بالمجاز.
- جعل الفرع أصلا في التشبيه و عكسه.
- فصل في الفرق بين الاستعارة و التمثيل.
- الاستعارة و المبالغة في التشبيه.
- صناعة أبي تمام و فساد ذوقه.
- فصل في وقوع الاسم مستعارا بحسب الحس و هو ليس كذلك.
- بناء الشعر و الخطابة على التخييل لا المعقول.
- من قال خير الشعر أكذبه و ضده.
- بيان أن الاستعارة ليست من التخييل.
- التخييل الشبيه بالحقيقة مما أصله التشبيه.
- براعة ابن الرومي في تفضيل النرجس على الورد.
- الفرق بين المعنى الحقيقي و التخييل.
- فصل في نوع آخر من التعليل.
- الأخذ و السرقة في التخييل مع حسن التعليل.
- فصل في التخييل بغير تعليل.
- وجه الشبه المقصود بالذات و الحاصل بالتبع.
- عود على ادعاء المجاز حقيقة.
- بناء الاستعارة و التخييل على تناسي التشبيه.
- فصل في الفرق بين التشبيه و الاستعارة.
- الاعتقاد في الأخذ و السرقة و الاستمداد و الاستعانة.
- حدى الحقيقة و المجاز.
- المجاز العقلي و اللغوي و الفرق بيتهما.
- منه في قيل فيه إنه استعارة و ليس كذلك بل هو حقيقة.
- المجاز العقلي و المجاز اللغوي و منه الاستعارة.
- ذكر المجاز و بيان معناه و حقيقته و كونه أعم من الاستعارة.
- معنى المجاز و حقيقته و مكان الاستعارة منه.
- تقسيم المجاز إلى لغوي و عقلي و اللغوي إلى الاستعارة و مجاز مرسل.
- كون تقسيم العقلي في الجمل لا المفردات.
- فصل في الحذف و الزيادة و هل من المجاز أم لا.
- بيان أن الحذف و الإسقاط على وجهين.